# Raquel González Campos
Raquel González Campos (Mataró, 16 de noviembre de 1989) es una deportista española que compite en atletismo, especialista en la disciplina de marcha. Ganó una medalla de plata en el Campeonato Europeo de Atletismo de 2022, en la prueba de 35 km.
A lo largo de su carrera ha sido cuatro veces campeona de España absoluta y es la actual plusmarquista española de 10 000 m marcha, con una marca de 42:14.12 conseguida en 2016. En 2022 fue nombrada mejor atleta española del año.[cita requerida]

## Trayectoria
Es internacional desde 2007 cuando debutó en el Campeonato Europeo sub-20. Fue campeona de España de 20 km en 2015 y campeona de 50 km en 2019.
En agosto de 2022, en el Campeonato Europeo, obtuvo la medalla de plata en la distancia de 35 km, con un tiempo de 2:49:10, siendo superada por la griega Antigoni Drisbioti.
Participó en dos Juegos Olímpicos de Verano, ocupando el vigésimo lugar en Río de Janeiro 2016 y el decimocuarto en Tokio 2020, en la prueba de 20 km.
Se graduó en Comunicación Audiovisual en la Universidad Pompeu Fabra.

## Palmarés internacional
| Campeonato Europeo | Campeonato Europeo | Campeonato Europeo | Campeonato Europeo |
| Año                | Lugar              | Medalla            | Prueba             |
| ------------------ | ------------------ | ------------------ | ------------------ |
| 2022               | Múnich (Alemania)  | Medalla de plata   | 35 km marcha       |

## Competiciones internacionales
| Representando a España en marcha atlética | Representando a España en marcha atlética | Representando a España en marcha atlética | Representando a España en marcha atlética | Representando a España en marcha atlética | Representando a España en marcha atlética |
| Año                                       | Competición                               | Sede                                      | Puesto                                    | Prueba                                    | Marca                                     |
| ----------------------------------------- | ----------------------------------------- | ----------------------------------------- | ----------------------------------------- | ----------------------------------------- | ----------------------------------------- |
| 2007                                      | Campeonato Europeo Junior                 | Hengelo (Países Bajos)                    | 11.ª                                      | 10 000 m                                  | 50:10,80                                  |
| 2008                                      | Campeonato Mundial Junior                 | Bydgoszcz (Polonia)                       | 21.ª                                      | 10 000 m                                  | 48:53,69                                  |
| 2009                                      | Campeonato Europeo Sub-23                 | Kaunas (Lituania)                         | 8.ª                                       | 20 km                                     | 1:38:00                                   |
| 2011                                      | Campeonato Europeo Sub-23                 | Ostrava (República Checa)                 | 12.ª                                      | 20 km                                     | 1:45:46                                   |
| 2013                                      | Copa de Europa                            | Dudince (Eslovaquia)                      | 16.ª individual                           | 20 km                                     | 1:35:39                                   |
| 2013                                      | Copa de Europa                            | Dudince (Eslovaquia)                      | por equipos                               | 20 km                                     | 1:35:39                                   |
| 2013                                      | Juegos Mediterráneos                      | Mersin (Turquía)                          | Medalla de plata                          | 20 km                                     | 1:41:08                                   |
| 2014                                      | Copa del Mundo                            | Taicang (China)                           | 13.ª individual                           | 20 km                                     | 1:28:36                                   |
| 2014                                      | Copa del Mundo                            | Taicang (China)                           | 4.ª por equipos                           | 20 km                                     | 1:28:36                                   |
| 2014                                      | Campeonato Europeo                        | Zúrich (Suiza)                            | 10.ª                                      | 20 km                                     | 1:30:03                                   |
| 2015                                      | Copa de Europa                            | Murcia (España)                           | 11.ª individual                           | 20 km                                     | 1:29:34                                   |
| 2015                                      | Copa de Europa                            | Murcia (España)                           | 5.ª por equipos                           | 20 km                                     | 1:29:34                                   |
| 2015                                      | Campeonato Mundial                        | Pekín (China)                             | 14.ª                                      | 20 km                                     | 1:32:00                                   |
| 2016                                      | Copa del Mundo                            | Roma (Italia)                             | 9.ª individual                            | 20 km                                     | 1.29:01                                   |
| 2016                                      | Copa del Mundo                            | Roma (Italia)                             | 5.ª por equipos                           | 20 km                                     | 1.29:01                                   |
| 2016                                      | Juegos Olímpicos                          | Río de Janeiro (Brasil)                   | 20.ª                                      | 20 km                                     | 1:33:03                                   |
| 2018                                      | Copa del Mundo                            | Taicang (China)                           | 19.ª individual                           | 20 km                                     | 1:31:01                                   |
| 2018                                      | Copa del Mundo                            | Taicang (China)                           | por equipos                               | 20 km                                     | 1:31:01                                   |
| 2018                                      | Campeonato Europeo                        | Berlín (Alemania)                         | 12.ª                                      | 20 km                                     | 1:31:48                                   |
| 2019                                      | Copa de Europa                            | Alytus (Lituania)                         | 3.ª individual                            | 20 km                                     | 1:30:19                                   |
| 2019                                      | Copa de Europa                            | Alytus (Lituania)                         | por equipos                               | 20 km                                     | 1:30:19                                   |
| 2019                                      | Campeonato Mundial                        | Doha (Catar)                              | 15.ª                                      | 20 km                                     | 1:38:02                                   |
| 2021                                      | Copa de Europa                            | Poděbrady (República Checa)               | 4.ª individual                            | 20 km                                     | 1:28:37                                   |
| 2021                                      | Copa de Europa                            | Poděbrady (República Checa)               | por equipos                               | 20 km                                     | 1:28:37                                   |
| 2021                                      | Juegos Olímpicos                          | Sapporo (Japón)                           | 14.ª                                      | 20 km                                     | 1:31:57                                   |
| 2022                                      | Copa del Mundo                            | Mascate (Omán)                            | 11.ª individual                           | 35 km                                     | 3:02:44                                   |
| 2022                                      | Copa del Mundo                            | Mascate (Omán)                            | por equipos                               | 35 km                                     | 3:02:44                                   |
| 2022                                      | Campeonato Mundial                        | Eugene (Estados Unidos)                   | 5.ª                                       | 35 km                                     | 2:42:27                                   |
| 2022                                      | Campeonato Europeo                        | Múnich (Alemania)                         | Medalla de plata                          | 35 km                                     | 2:49:10                                   |
| 2023                                      | Campeonato Mundial                        | Budapest (Hungría)                        | 13.ª                                      | 35 km                                     | 2:51:53                                   |
| 2024                                      | Campeonato de Europa                      | Roma (Italia)                             | 9.ª                                       | 20 km                                     | 1:30.05                                   |

1. ↑  Las pruebas de atletismo en ruta de los Juegos Olímpicos de Tokio 2020 tuvieron lugar en Sapporo.